# De Eschmarke
De Eschmarke is een Vinex-wijk in het oosten van Enschede, in de Nederlandse provincie Overijssel. Tot 2010 werden er circa 4471 woningen gebouwde en na de afronding van de wijk Eilermarke in 2014 was het stadsdeel voltooid.

## Opbouw
De Eschmarke omvat de wijken Beekveld, Cascade, De Leuriks, Eekmaat-West, Eilermarke, Eschmarkerveld en Oikos. De wijken Oikos en Beekveld liggen ten zuiden van het dorp Glanerbrug en maken hier officieel deel van uit. De overige wijken vullen het gehele gebied tussen Enschede en Glanerbrug op. Om te voorkomen dat routes voor dieren tussen de gebieden Eschmarke-Zuid en het Aamsveen enerzijds en het Dinkelgebied en de De Hooge Boekel anderzijds worden afgesneden, worden er van noord naar zuid drie ecozones aangelegd. In het westen ontstaat een boszone door op de woonkavels veel bestaande bomen te sparen of aan te planten en door integratie van twee begraafplaatsen. Centraal in de wijk wordt een heidezone van ca. 20 ha aangelegd. In het oosten is langs de Glanerbeek een moeraszone aangelegd.
Bij de bouw van de Eschmarke heeft men getracht ingrepen in de waterhuishouding tot een minimum te beperken. Dat betekent dat regenwater bovengronds naar open water of door infiltratie in de bodem afgevoerd wordt.

## Bereikbaarheid
Ten noorden van de Eschmarke ligt het station Enschede De Eschmarke aan de spoorlijn Enschede - Gronau. Daarnaast zijn er vrijliggende busbanen voor zogenoemd hoogwaardig openbaar vervoer aangelegd.